# سيسيل جونسون
سيسيل جونسون (بالإنجليزية: Cecil Johnson)‏ هو لاعب كرة قدم أمريكية أمريكي، ولد في 19 أغسطس 1955 في ميامي في الولايات المتحدة.

## وصلات خارجية
- سيسيل جونسون على موقع مرجع كرة القدم المحترفة.كوم (الإنجليزية)